# John Preskill
John Phillip Preskill (Highland Park (Illinois), 19 de janeiro de 1953) é um físico estadunidense. É professor da Cátedra Richard P. Feynman de Física Teórica do Instituto de Tecnologia da Califórnia (Caltech).

## Biografia
Preskill nasceu em 19 de janeiro de 1953, em Highland Park (Illinois). Ele estudou na Highland Park High School, onde se formou como orador da turma em 1971.